# Pfaff
För andra betydelser, se Pfaff (olika betydelser).

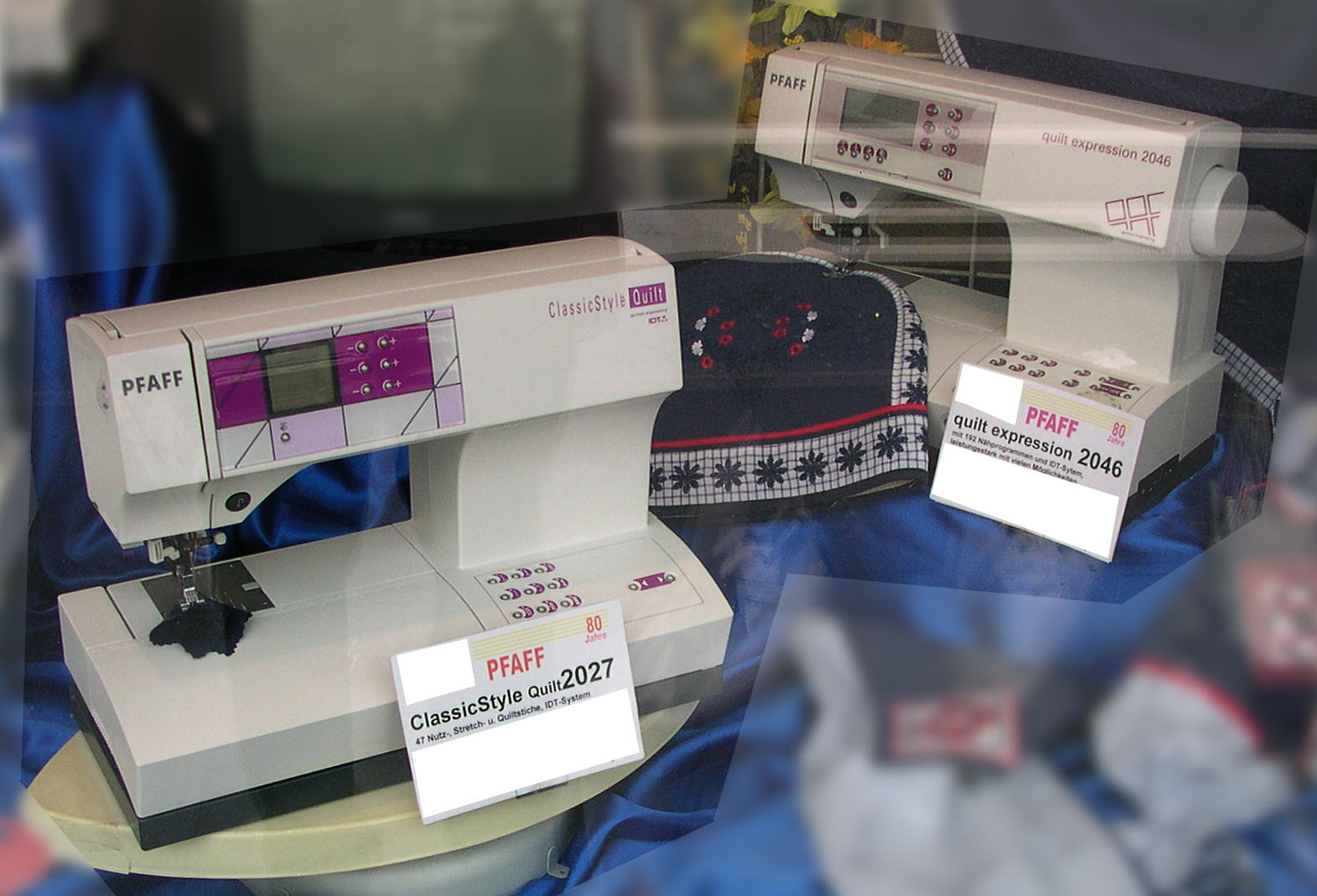

Pfaff är ett tyskt företag som tillverkar symaskiner och syutrustning för industriellt bruk och tidigare även för privatmarknaden. Huvudkontoret ligger i Kaiserslautern.
Pfaff grundades 1862 av Georg Michael Pfaff som i Kaiserslautern då han tillverkade sin första symaskin. Företaget blev snart industrialiserat och nådde en storproduktion: 10 års senare tillverkades tusentals maskiner och Pfaff hade 30 anställda med över hälften av produktionen på export. I början av 1900-talet hade antalet anställda växt till 1 000 och produktion flyttats ut till utkanten av Kaiserslautern. 1907-1908 följde en ny marknad då man började tillverka specialsymaskiner och symaskiner för industriellt bruk. Pfaff har genom åren gjort flera tekniska innovationer.
Pfaff blev tidigt ett internationellt företag med export till 64 länder runt om i världen under tidigt 1900-tal. Under 1930-talet kom Indien och Brasilien att vara de viktigaste marknaderna. 1935 tillverkades den tremiljonte Pfaff-symaskinen. Fabriken förstördes under andra världskriget men byggdes upp snabbt efter krigsslutet och kunde dra fördel av den ekonomiska blomstringsperiod som tog vid där det fanns en stor efterfrågan på kläder vilket skapade en stor efterfrågan inom tekoindustrin efter symaskiner. Pfaff köpte Gritzner-Kayser AG i Karlsruhe och Elte i Landstuhl för att kunna expandera och möta marknadens efterfrågan. Gritzner-Kayser AG blev centrum för företagets symaskiner för privatmarknaden. 
1960 börsnoterades G. M. Pfaff AG på Frankfurtbörsen. 1964 inleddes ett samarbete med den japanska tillverkaren Janome. 1978 öppnades en fabrik i Curitiba i Brasilien. Försäljningsframgångarna under 1970- och 1980-talet var symaskinerna Tipmatic och Hobbymatic. 1982 följde den första för mönsterskapande datorstyrda symaskinen - Pfaff Creative 1469.
Under senare år har företaget omstrukturerats ett flertal gånger via uppköp och utförsäljningar. 1997 skapades Singer-Pfaff-koncernen men redan 1999 skildes bolagen åter. 1999 såldes tillverkningen för den privata marknaden till Husqvarna Viking. 2002 köptes PFAFF Industrie Maschinen AG av italienska Bianchi Marè. 2005 såldes Pfaff återigen då investmentbolaget GCI BridgeCapital AG tog över ägandet. 
Tillverkning har under senare år lagts i låglöneländer (Ryssland, Kina) även om tillverkning och utveckling finns kvar i Tyskland. Ett samriskföretag, Pfaff-Taicang, har skapats i Kina.